# آيت قضني (اوناين)
آيت قضني هي إحدى مشيخات المملكة المغربية، تتبع جغرافيا لإقليم تارودانت وإداريًا لاوناين. يقدر عدد سكانها بـ 4734 نسمة حسب الإحصاء الرسمي للسكان والسكنى لسنة 2004.